# Canciones amatorias
Canciones amatorias és una obra musical per a veu i piano del compositor Enric Granados amb textos de poetes dels segles xvi i xvii com Luis de Góngora, Lope de Vega, Luis de Ávila i altres d'autors anònims.
Es considera, juntament amb les Doce tonadillas en estilo antiguo, el cicle de cançons més important de Granados.

## Estil i contingut
L'obra consta d'un total de set cançons de temàtica amorosa amb poemes en llengua castellana d'autors espanyols dels segles xvi i xvii. Tot i així, no hi ha una fil argumental que vertebri les cançons i n'estableixi un ordre exacte. Podem trobar diverses edicions amb ordres diferents ja que Granados no va especificar-lo en el moment de la seva composició.
Aquesta obra conté els tres eixos vertebradors de la música de Granados: l'ús del folklore, la incorporació del patrimoni històric i el llenguatge romàntic i postromàntic.

### Estil i contingut musical
Aquesta obra pot ser considerada com un dels assoliments musicals més grans de l'obra de Granados, tant per les seves inspirades melodies i l'ingenuïtat formal com per la manipulació controlada del text i la sorprenent senzillesa dels acompanyaments de piano. Totes les cançons exemplifiquen la preferència del compositor per la veu de soprano, que, en les versions originals, és sovint portada al límit. Tot i així, avui en dia les versions que més s'interpreten són les revisades per Rafael Ferrer durant la dècada de 1970.
En aquesta obra podem observar un pes evident del romanticisme, amb clares reminiscències de la música de Chopin i Schumann. La dificultat i sofisticació en la interpretació tant per part de la soprano com de l'intèrpret de piano ens donen evidències que van ser pensades per a ser tocades en concert, deixant de banda la música domèstica que, per altra banda, el compositor també havia cultivat.

### Contingut textual
Els poemes que conformen el cicle de cançons de Granados són tots del Segle d'or espanyol, evidenciant així l'interès de Granados per la cultura i el patrimoni històric d'Espanya.

#### Llorad corazón, que tenéis razón
Aquesta cançó conté la primera meitat del poema de Luís de Góngora tituat Lloraba la niña.

##### Text
Lloraba la niña
(y tenía razón)
la prolija ausencia
de su ingrato amor.
Dejóla tan niña,
que apenas creo yo
que tenía los años
que ha que la dejó.
Llorando la ausencia
del galán traidor,
la halla la Luna
y la deja el Sol,
añadiendo siempre
pasión a pasión,
memoria a memoria,
dolor a dolor.
Llorad, corazón,
que tenéis razón.

#### Iban al pinar
Aquesta cançó també conté el text d'una part del poema de Góngora amb el títol En los pinares de Júcar.

##### Text
Serranas de Cuenca
iban al pinar, 
unas por piñones, 
otras por bailar.
Bailando y partiendo
las serranas bellas,
un piñón con otro, 
[si ya no es con perlas]
de amor las saetas
huelgan de trocar:
unas por piñones, 
otras por bailar,
Entre rama y rama
cuando el ciego dios
pide al Sol los ojos
por verlas mejor,
los ojos del Sol
las veréis pisar,
unas por piñones,
otras por bailar.

#### No lloréis, ojuelos
Aquesta cançó conté una part del poema VII de la Canción a la muerte de Carlos Félix, que es troba dins de les Rimas Sacras de Lope de Vega.

##### Text
No lloréis, ojuelos,
porque no es razón
que llore de celos
quien mata de amor.
Quien puede matar
no intente morir,
si hace con reír
más que con llorar.
No lloréis ojuelos,
porque no es razón
que llore de celos
quien mata de amor.

#### Descúbrase el pensamiento
En aquest cas el poema és atribuït a Luis de Ávila, altrament conegut com el Comendador de Ávila.

##### Text
Descúbrase el pensamiento
de mi secreto cuidado,
pues descubrir mis dolores,
mi vivir apasionado;
no es de agora mi pasión,
días ha que soy penado.
Una señora a quien sirvo
mi servir tiene olvidado.
Su beldad me hizo suyo,
el su gesto tan pulido
en mi alma está esmaltado.
¡Ay! ¡Ay de mí!
Que la miré, que la miré
para vivir lastimado, 
para llorar y plañir 
glorias del tiempo pasado.
¡Ay! Mi servir tiene olvidado.

#### Mañanica era
L'autoria del poema d'aquesta cançó resta anònima.

##### Text
Mañanica era, mañana
de San Juan1 se decía al fin,
cuando aquella diosa Venus
dentro de un fresco jardín
tomando estaba la fresca
a la sombra de un jazmín,
cabellos en su cabeza,
parecía un serafín.
Sus mejillas y sus labios
como color de rubí
y el objeto de su cara
figuraba un querubín;
allí de flores floridas
hacía un rico cojín,
de rosas una guirnalda
para el que venía a morir,
¡ah!, [lealmente] por amores
sin a nadie descubrir.

#### Mira que soy niña
L'autoria del poema d'aquesta cançó resta anònima.

##### Text
Mira que soy niña, ¡Amor, déjame!
¡Ay, ay, ay, que me moriré!
¡Paso, amor, no seas a mi gusto extraño,
no quieras mi daño
pues mi bien deseas;
basta que me veas
sin llegárteme.
¡Ay, ay, ay, que me moriré!
No seas agora, por ser atrevido; 
sé agradecido Ah!
con la que te adora,
que así se desdora
mi amor y tu fe.
¡Ay, ay, ay, que me moriré!
Mira que soy niña.

#### Gracia mía
L'autoria del poema d'aquesta cançó resta anònima.

##### Text
Gracia mía, juro a Dios
que sois tan bella criatura
que a perderse la hermosura
se tiene de hallar su voz.
Fuera bien aventurada
en perderse en vos mi vida
porque viniera perdida
para salir más ganada.
¡Ah! Seréis hermosuras dos
en una sola figura,
que a perderse la hermosura
se tiene de haller en vos.
En vuestros verdes ojuelos
nos mostráis vuestro valor
que son causa del amor
y las pestañas son cielos;
nacieron por bien de nos.
Gracia mía...

## Història
Les Canciones amatorias es van estrenar el 5 d'abril de 1915 a la Sala Granados a Barcelona. Van ser interpretades per la soprano Conxita Badia acompanyada al piano pel mateix compositor. En el moment de l'estrena, la soprano catalana tenia només disset anys i aquest va ser el seu primer concert en solitari. Granados va escriure el cicle pensant en la cantant i li va dedicar dues de les cançons: Llorad corazón, que tenéis razón i Gracía mía. Existeix un enregistrament del cicle per part de Conxita Badía, acompanyada per Alicia de Larrocha, però que és molt posterior: de l'any 1963. En aquesta gravació no hi consten les cançons No lloréis, ojuelos i Descúbrase el pensamiento.
Va ser l'últim cicle de cançons que Granados va compondre, ja que pocs mesos després realitzaria el seu viatge als Estats Units, del qual mai tornaria.

## Enregistraments
A més de l'entregistrament esmentat anteriorment de Conxita Badia i Alicia de Larrocha, cal destacar les gravacions que aquesta pianista va realitzar en altres ocasions del cicle de Granados, tot i que en cap cas en va fer una versió completa. Tant en l'enregistrament amb Pilar Lorengar com en el de Victòria dels Àngels, falta la cançó Descúbrase el pensamiento.
En l'enregistrament orquestral de Victòria dels Àngels dirigit per Rafael Frühbeck de Burgos i en el de Montserrat Caballé dirigit per Rafael Ferrer, autor de l'orquestració, sí que apareixen totes les cançons del cicle.
| Intèrprets                                                                           | Títol de l'enregistrament                          | Any de gravació | Format de l'enregistrament | Formació            | Orquestració  | Cançons |
| ------------------------------------------------------------------------------------ | -------------------------------------------------- | --------------- | -------------------------- | ------------------- | ------------- | --- |
| Victòria dels Àngels, Rafael Frühbeck de Burgos, Orquestra del Conservatori de París | Cantos de España                                   | 1962            | Vinil, LP, estéreo         | Soprano i orquestra | Rafael Ferrer | Totes |
| Conxita Badia i Alicia de Larrocha                                                   | Granados: Tonadillas & Amatorias                   | 1963            |                            | Original            |               | - Llorad corazón, que tenéis razón - Iban al pinar - Mañanica era - Mira que soy niña - Gracia mía                       |
| Montserrat Caballé, Rafael Ferrer i Orquestra Simfònica                              | Montserrat Caballé Sings Songs Of Enrique Granados | 1966            | Vinil, LP, mono            | Soprano i orquestra | Rafael Ferrer | Totes |
| Victòria dels Àngels i Alicia de Larrocha                                            | The Concert At Hunter College                      | 1972            | Vinil, LP, estéreo         | Original            |               | - Llorad corazón, que tenéis razón - Iban al pinar - No lloréis, ojuelos - Mañanica era - Mira que soy niña - Gracia mía |
| Pilar Lorengar i Alicia de Larrocha                                                  | Granados - Tonadillas · Canciones Amatorias        | 1978            | Vinil, LP                  | Original            |               | - Llorad corazón, que tenéis razón - Iban al pinar - No lloréis, ojuelos - Mañanica era - Mira que soy niña - Gracia mía |
| María Bayo i Juan Antonio Álvarez-Parejo                                             | Canciones Españolas                                | 1992            | CD                         | Original            |               | Totes |
| Maria Lluïsa Muntada i Josep Surinyac                                                | Granados: Complete Works For Voice And Piano       | 1998            | CD                         | Original            |               | Totes |
| Christiane Oelze i Rudolf Jansen                                                     | Las Locas Por Amor                                 | 2000            | CD                         | Original            |               | Totes |
| Bernarda Fink i Roger Vignoles                                                       | Canciones Amatorias                                | 2002            | CD                         | Original            |               | Totes |
| Barbara Hendricks i Love Derwinger                                                   | Canciones Españolas                                | 2006            | CD                         | Original            |               | Totes |